# Cryptograms
Cryptograms är indierockgruppen Deerhunters andra studioalbum, utgivet av Kranky Records den 29 januari 2007 på CD och vinylskiva. Efter utgivningen av sitt första fullängdsalbum Turn It Up Faggot började Deerhunter spela in material till sitt nästa album på Rare Book Room Studio i New York. Detta försök misslyckades på grund av Bradford Coxs fysiska och mentala hälsa. Gruppen återvände till Atlanta där de återigen försökte spela in albumet efter uppmuntran från medlemmarna i gruppen Liars. Cryptograms spelades in under två separata dagar med flera månaders mellanrum, vilket resulterade i två musikaliskt skilda sidor. Den första sidan innehåller mer ambientinfluerad musik medan den andra innehåller mer popinfluerad musik. Låttexterna på albumet handlar om döden, kamratskap och Coxs erfarenheter av sin genetiska sjukdom marfans syndrom. Cryptograms togs för det mesta väl emot av musikkritiker och flera publikationer placerade albumet på sina årslistor 2007.

## Inspelning
2005 gjorde Deerhunter ett första försök att spela in albumet i Rare Book Room Studio tillsammans med folkmusikern Samara Lubelski. Detta försök misslyckades, delvis på grund av Bradford Coxs fysiska och psykiska tillstånd, då han hade influensa och lunginflammation vid inspelningarna. Även  utrustning fungerade dåligt, bland annat ett ostämt piano och en okalibrerad bandspelare. Cox har senare sagt att resultatet av dessa inspelningar lät som "Loveless på svamp" och att han inte menade det "på ett bra sätt". Trots att Cox inte var nöjd med dessa inspelningar blev de senare tillgängliga för gratis nedladdning i mixtapeform från gruppens blogg.

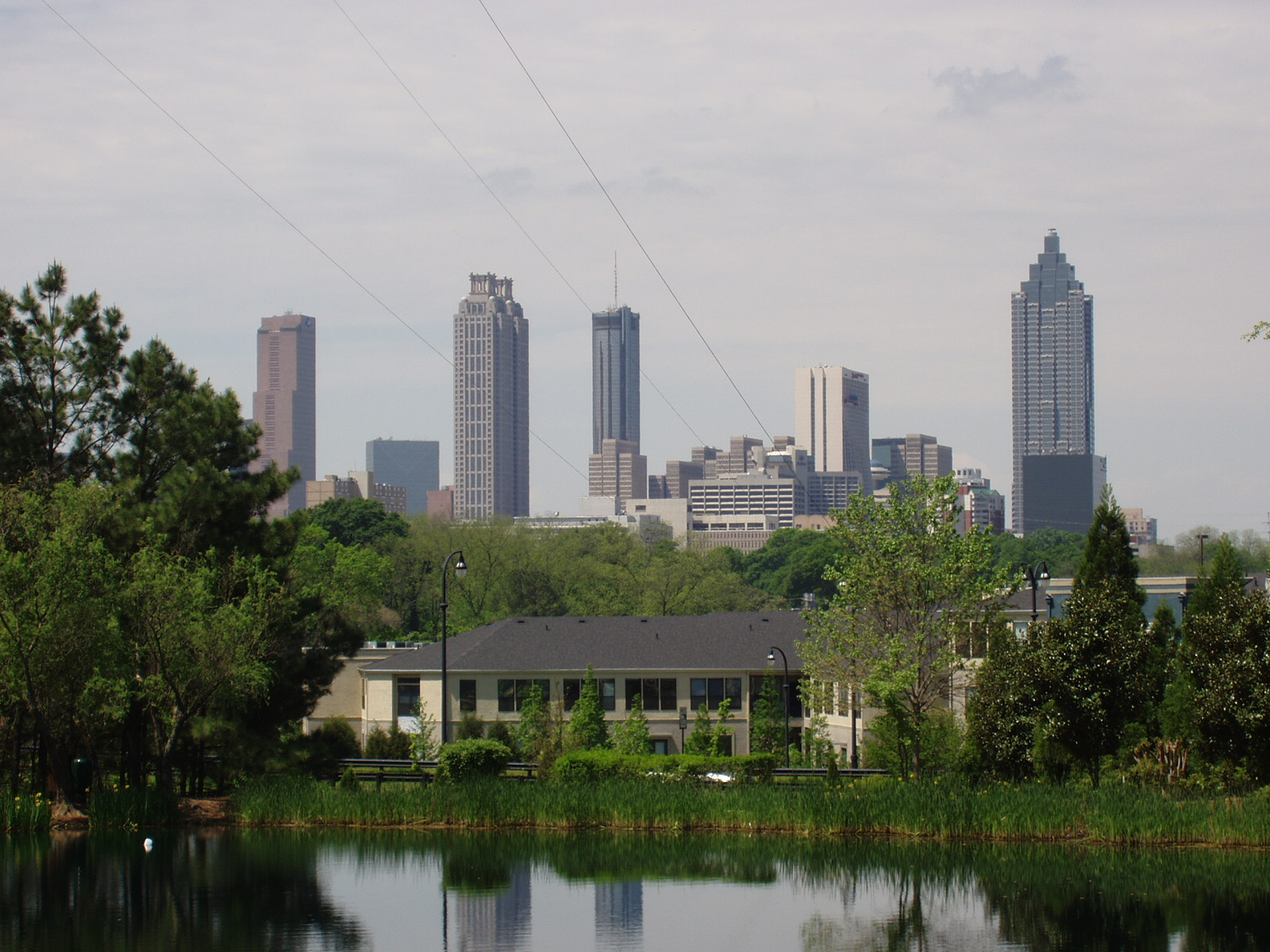
Gruppen återvände till Atlanta för att återigen försöka spela in Cryptograms.

Efter det misslyckade försöket återvände Deerhunter till Atlanta. Där lärde de känna medlemmarna i Liars, som uppmuntrade dem att göra ett andra försök. Inför det andra försöket återvände gruppen till samma studio i Georgia där de hade spelat in debutalbumet Turn It Up Faggot. Där spelade de till sist in Cryptograms under två separata dagar med flera månaders mellanrum. Den första halvan spelades in under en dagslång session och fyllde hela bandrullen som gruppen hade tagit med sig; låten "Red Ink" slutar med att bandrullen tar slut. Den andra halvan, inspelad flera månader senare i november, börjar med låten "Spring Hall Convert". Cox hade under denna inspelning influensa, vilket påverkade hans röst. Cox har i efterhand beskrivit sin röst under dessa inspelningar som "väldigt konstig". Han trodde också att de senare skulle spela in sången på nytt, men det gjordes aldrig.
Fyra månader efter utgivningen av Cryptograms utgavs en EP med fyra spår, Fluorescent Grey EP, som spelades in medan Cryptograms mixades. När Cryptograms gavs ut på vinyl var Fluorescent Grey EP inkluderad på den fjärde sidan.

## Musik och text
Enligt Cox är Cryptograms mer "dämpat och inåtvänt" musikaliskt än debutalbumet Turn It Up Faggot. Cox har vid ett flertal tillfällen uttryckt sig föraktfullt om debutalbumet och har i en intervju sagt att det "låter som arg post-hardcore dance-punk från 2002. Vi var väldigt unga och arga". Cryptograms saknar punkinfluenserna som fanns på det första albumet, men enligt Cox är Cryptograms inte en reaktion på Turn It Up Faggot. Cox sa i en intervju med Stylus Magazine att albumen "helt och hållet utvecklats ur olika omständigheter".
Gruppens två inspelningssessioner skapade två halvor med distinkta musikaliska stilar. Musiken på den första halvan är starkt ambientinfluerad och innehåller fyra instrumentala spår. Med låten "Providence" försökte gruppen skapa en känsla av ensamhet. Idén till låten kom när gruppen var i Providence, Rhode Island under en turné 2005. Cox hade ett gräl med de andra medlemmarna, och lämnade sina bandmedlemmar för att lugna ner sig. Han "gick omkring i Providence i skymningen" och kände sig "helt ensam" samtidigt som han beundrade den "meditativa" omgivningen. I det instrumentala spåret "Red Ink" försökte Cox och trummisen Moses Archuleta skapa en atmosfär där lyssnaren drömmer att han eller hon är död och upplevelsen av döden känns som verklighet.
Den andra halvan av albumet, som börjar med låten "Spring Hall Convert", innehåller mer influenser från psykedelisk musik och pop. I en intervju med L.A. Record påpekade Archuleta att gruppen ofta fått brev från fans som hade lyssnat på deras musik när de varit påverkade. Han noterade de negativa sidorna som förekom när man associerades som ett "psykedeliskt" band och ansåg att gruppen var "ganska ren". "Spring Hall Convert" härstammar från en demo Cox spelade in oktober 1998 när han var 16. På Deerhunters blogg skrev Cox att två tjejer han kände en dag "badade i ett gyllene vårljus i skolkorridoren". Han beskrev att han kände som om de var hans systrar. Samma dag spelade han in "Spring Hall Convert" på en karaokemaskin och ville att låten skulle återspegla den "tripp" han upplevde när han träffade sina vänner i detta ljus. Han har sagt att låtens trumspår kännetecknar hur "hög" han var då, och sa även att hydrokodon var en bidragande faktor. Låttexten återspeglar Coxs erfarenheter med sin genetiska sjukdom marfans syndrom. Som tonåring genomgick han "omfattande" operationer av bröstet, revbenen och ryggen. Texten återspeglar upplevelsen av att någon går in och ut ur medvetandet under kemoterapi medan han eller hon saknar sina vänner och minnen av ett normalt liv. Den ursprungliga låttexten från år 1998 ändrades inte när låten spelades in för Cryptograms.
I låten "Octet" sjunger Cox "I was the corpse that spiraled out into phantom hallways". Låten var inspirerad av omslagsbilder i Groves pocketversion av Dennis Coopers roman Closer. På albumets sista spår, "Heaterwood", berättar Cox om huset han föddes i, dit han tror han kommer återvända för att dö. "Strange Lights" är en låt om "sällskapband och att stå inför osäkerhet med någon". Låten skrevs av gitarristen Lockett Pundt och är baserad på en dröm han hade där han själv, Cox och en tredje person, beskrivet av Cox, "gick mot solen tillsammans, medvetande om att den skulle döda oss". Idén till låten "Lake Somerset" kom från en resa Cox gjorde till en djurpark medan han var bakfull och såg en sköldpadda äta morötter. "Det var coolt och bedårande... Den hade en söt hals och var väldigt liten. Den tuggade långsamt". När videoproducenten James Sumner kontaktades av bandet för att göra en musikvideo till "Lake Somerset", sade Cox att han "ville ha en video när en sköldpadda åt pizza". Några dagar senare publicerade Sumner sin video på Youtube. Den består av en man i en sköldpaddsdräkt som äter pizza i fyra minuter.

## Mottagande
Pitchfork Media gav albumet utmärkelsen "Best New Music" och placerade det senare på en lista över de 50 bästa albumen 2007. Pitchforks skribent Marc Hogan skrev att Cryptograms är både "grumligt, eteriskt, formlöst och skarpt" och hävdade att den andra halvan är något mer "lättförståelig". Mike Diver från hemsidan Drowned in Sound hyllade de två halvorna och hur Cryptograms går från ambient till "adrenalinfylld entusiasm". Paul Haney från Tiny Mix Tapes uppskattade den andra halvans popspår och framhävde "Spring Hall Convert", "Heatherwood" och "Strange Lights" som exemplariska låtar. Nick Sylvester från The Phoenix tyckte att första halvan höll ojämn nivå när det gällde stil och kvalitet, men jämförde övergången mellan halvorna som övergången mellan svartvit TV och färg-TV, och framhävde speciellt låten "Spring Hall Convert".
Den första halvan av Cryptograms kallades "problembarnet" av Kevin Elliott från Stylus Magazine, som karakteriserade barnet som någon som "tagit läkemedel vid ung ålder för att dämpa konstant ångest och fruktan för döden, alltför fast i tankar om ångest och kval, överväldigad med idéer och inblick". Mike Schiller från PopMatters tyckte att Cryptograms andra halva visar "exempel på Deerhunters förmåga att göra låtar, vilken är ganska genomsnittlig" och att användningen av delay-effekter "döljer de brister som Deerhunter väljer att gömma". Han tyckte även att potentialen i första halvan förlorades i andra. AllMusics skribent Marisa Brown tyckte att gruppens ambientmusik är använd till den nivå att den blir "banal, trots att den lutar mot avant-garde". Skribenten tyckte även att när Deerhunter "siktar mot att vara utmanande och esoteriska" så går gruppen för långt och "slutar med att vara mycket mer ordinära, förutsägbart 'experimentella'... i en genre som borde vara allt annat". Magnus Ransheim, skribent på Helsingborgs Dagblad, beskrev albumet som ett misslyckande; dock tyckte han att låtarna "Strange Lights" och "Hazel St." visade på "ett gott omdömde som ofta saknas". Dom Sinacola från Cokemachineglow tyckte att Cryptograms överlag kändes för "kallt", dock var låtarna "Providence" och "Heatherwood" undantag.
Albumet placerade sig högt på listor över de bästa albumen 2007, med placeringar inom top 20 i Tiny Mix Tapes, The Phoenix och Drowned in Sound. En artikel i Pitchfork gav artister möjligheten att lista sina favoritalbum från 2007. Cryptograms mottog lovord från Ed Droste från Grizzly Bear, som placerade albumet på plats 3 på sin lista. James Righton från Klaxons och Cole Alexander från Black Lips placerade också albumet på sina topplistor.

## Låtlista
Alla låtar är skrivna och komponerade av Moses Archuleta, Bradford Cox, Josh Fauver, Colin Mee och Lockett Pundt, förutom där annat anges. 
| Nr  | Titel                                   | Längd |
| --- | --------------------------------------- | ----- |
| 1.  | Intro                                   | 2:50  |
| 2.  | Cryptograms                             | 4:17  |
| 3.  | White Ink                               | 4:59  |
| 4.  | Lake Somerset                           | 3:49  |
| 5.  | Providence                              | 4:08  |
| 6.  | Octet                                   | 7:50  |
| 7.  | Red Ink                                 | 3:40  |
| 8.  | Spring Hall Convert                     | 4:29  |
| 9.  | Strange Lights (musik av Lockett Pundt) | 3:38  |
| 10. | Hazel St.                               | 3:48  |
| 11. | Tape Hiss Orchid                        | 1:12  |
| 12. | Heatherwood                             | 3:37  |

## Medverkande
Deerhunter
- Moses Archuleta — synth, trummor, "electronics"
- Bradford Cox — sång, "electronics" , tapes, trummor, slidegitarr, klockor, dragspel, elektrisk gitarr
- Josh Fauver — tremolobas, basgitarr, omvänd gitarr, sång
- Colin Mee — gitarr, tapes, elektrisk guitar
- Lockett Pundt — synthklockor, gitarr, slidegitarr, hammondorgel, sång

Produktion
- Susan Archie — layout
- Chris Bishop — produktion, ljudteknik
- Jennifer Munson — mastering
- L. Somerset — författare
- Nicolas Vernhes — mixning